# 도예

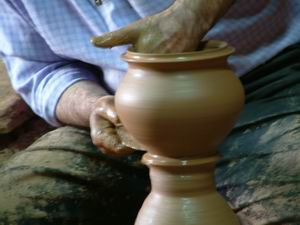
물레를 이용하여 도기를 빚는 사람, 터키

도예(陶藝, pottery)는 토기, 도자기, 석기 등을 만드는 작업이다. 산업으로 다룰 때는 요업(窯業), 도자공예(陶瓷工藝)등으로 불리기도 한다.

## 개요
도예는 진흙으로 형태를 만들어 말린 뒤 가마에서 높은 열을 가하여 여러 종류의 그릇을 만드는 작업이다. 광택을 내기 위해 유약을 바르기도 하고, 초벌구이와 재벌구이의 두 단계를 거쳐 만들기도 한다. 도기를 만드는 데 사용되는 흙은 문화에 따라 다양하며 청자를 만드는 청자토, 백자를 만드는 백자토 등이 잘 알려져 있다.
초벌구이만 한 도기는 토기라 하며, 이와 같은 재질의 조형 예술은 테라코타라 한다. 도기와 자기를 합쳐 도자기라 하며 초벌구이 뒤 유약을 바르고 재벌구이를 하여 만든다. 돌가루를 이용한 것은 석기라 한다.
오래전부터 도자기를 만드는 특별한 기법들이 전해져 왔다. 상감청자, 분청자기, 당삼채와 같은 기법들이 유명하다.

## 같이 보기
- 파이앙스

## 참고 문헌
- 한홍곤, 《도예기초실기》, 예경, 2006, ISBN 9788970840819